# Seznam měn Ameriky

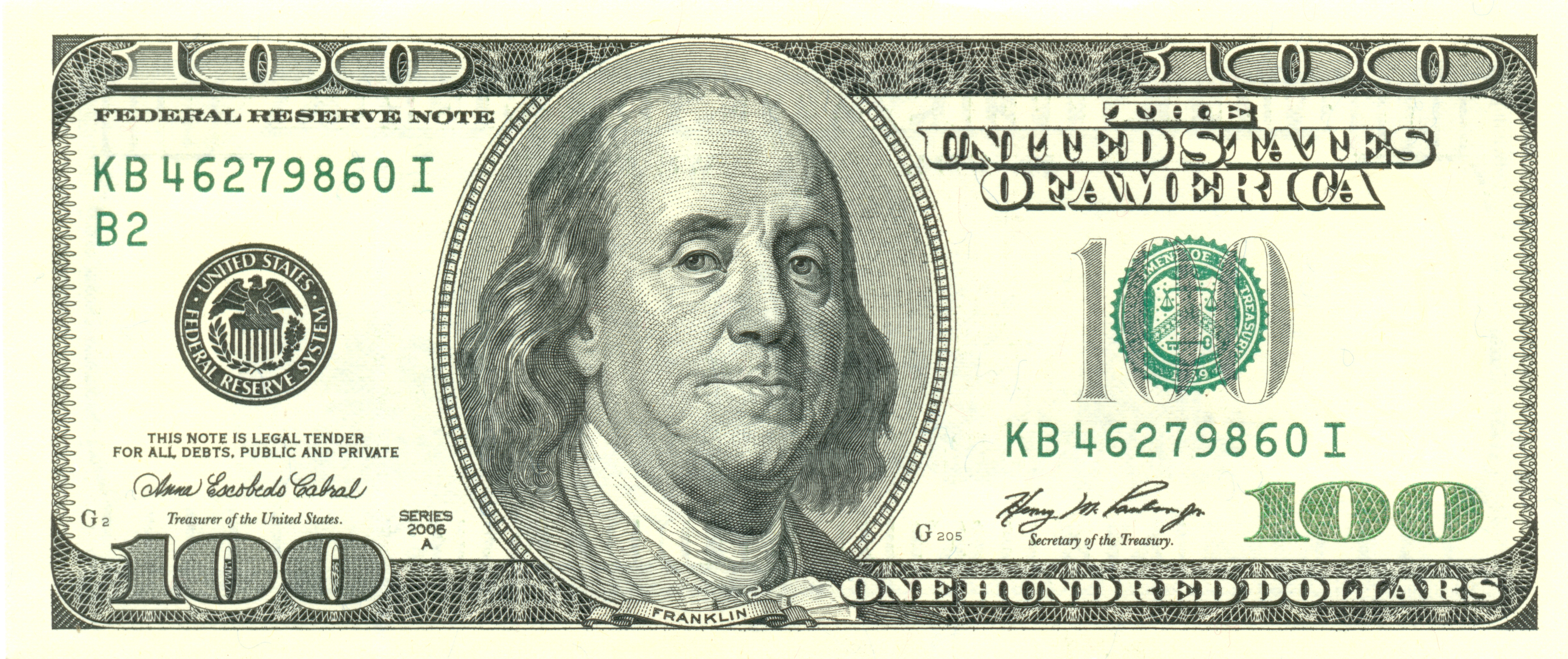
100 amerických dolarů

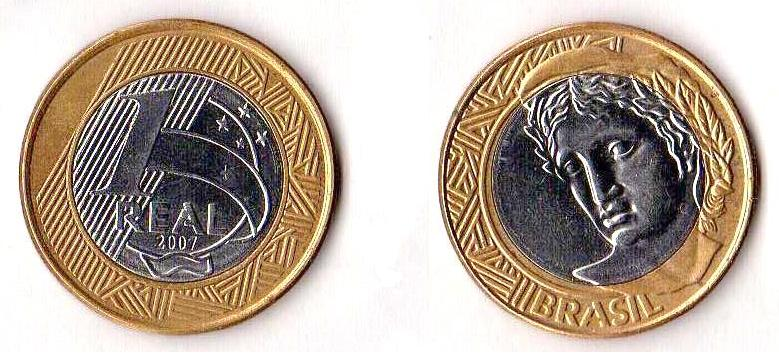
1 brazilský real

Toto je seznam měn používaných v Americe platný k datu 1. 1. 2022.
| Stát/Závislé území              | Název měny                             | Kód měny | Region          |
| ------------------------------- | -------------------------------------- | -------- | --------------- |
| Antigua a Barbuda               | Východokaribský dolar                  | XCD      | Karibik         |
| Argentina                       | Argentinské peso                       | ARS      | Jižní Amerika   |
| Bahamy                          | Bahamský dolar                         | BSD      | Karibik         |
| Barbados                        | Barbadoský dolar                       | BBD      | Karibik         |
| Belize                          | Belizský dolar                         | BZD      | Střední Amerika |
| Bolívie                         | Bolivijský boliviano                   | BOB      | Jižní Amerika   |
| Brazílie                        | Brazilský real                         | BRL      | Jižní Amerika   |
| Dominika                        | Východokaribský dolar                  | XCD      | Karibik         |
| Dominikánská republika          | Dominikánské peso                      | DOP      | Karibik         |
| Ekvádor                         | Americký dolar Ekvádorské oběžné mince | USD      | Jižní Amerika   |
| Grenada                         | Východokaribský dolar                  | XCD      | Karibik         |
| Guatemala                       | Guatemalský quetzal                    | GTQ      | Střední Amerika |
| Guyana                          | Guyanský dolar                         | GYD      | Jižní Amerika   |
| Haiti                           | Haitský gourde                         | HTG      | Karibik         |
| Honduras                        | Honduraská lempira                     | HNL      | Střední Amerika |
| Chile                           | Chilské peso                           | CLP      | Jižní Amerika   |
| Jamajka                         | Jamajský dolar                         | JMD      | Karibik         |
| Kanada                          | Kanadský dolar                         | CAD      | Severní Amerika |
| Kolumbie                        | Kolumbijské peso                       | COP      | Jižní Amerika   |
| Kostarika                       | Kostarický colón                       | CRC      | Střední Amerika |
| Kuba                            | Kubánské peso                          | CUP      | Karibik         |
| Mexiko                          | Mexické peso                           | MXN      | Severní Amerika |
| Nikaragua                       | Nikaragujská córdoba                   | NIO      | Střední Amerika |
| Panama                          | Americký dolar Panamská balboa         | USD PAB  | Střední Amerika |
| Paraguay                        | Paraguayský guaraní                    | PYG      | Jižní Amerika   |
| Peru                            | Peruánský sol                          | PEN      | Jižní Amerika   |
| Salvador                        | Americký dolar                         | USD      | Střední Amerika |
| Spojené státy americké          | Americký dolar                         | USD      | Severní Amerika |
| Surinam                         | Surinamský dolar                       | SRD      | Jižní Amerika   |
| Svatá Lucie                     | Východokaribský dolar                  | XCD      | Karibik         |
| Svatý Kryštof a Nevis           | Východokaribský dolar                  | XCD      | Karibik         |
| Svatý Vincenc a Grenadiny       | Východokaribský dolar                  | XCD      | Karibik         |
| Trinidad a Tobago               | Dolar Trinidadu a Tobaga               | TTD      | Karibik         |
| Uruguay                         | Uruguayské peso                        | UYU      | Jižní Amerika   |
| Venezuela                       | Venezuelský bolívar                    | VEF      | Jižní Amerika   |
| Americké Panenské ostrovy (USA) | Americký dolar                         | USD      | Karibik         |
| Anguilla (UK)                   | Východokaribský dolar                  | XCD      | Karibik         |
| Aruba (NL)                      | Arubský florin                         | AWG      | Karibik         |
| Bermudy (UK)                    | Bermudský dolar                        | BMD      | Severní Amerika |
| Britské Panenské ostrovy (UK)   | Americký dolar                         | USD      | Karibik         |
| Curaçao (NL)                    | Karibský gulden                        | XCG      | Karibik         |
| Falklandy (UK)                  | Falklandská libra                      | FKP      | Jižní Amerika   |
| Francouzská Guyana (FR)         | Euro                                   | EUR      | Jižní Amerika   |
| Guadeloupe (FR)                 | Euro                                   | EUR      | Karibik         |
| Grónsko (DK)                    | Dánská koruna                          | DKK      | Severní Amerika |
| Jižní Georgie (UK)              | Libra šterlinků                        | GBP      | Jižní Amerika   |
| Kajmanské ostrovy (UK)          | Dolar Kajmanských ostrovů              | KYD      | Karibik         |
| Karibské Nizozemsko (NL)        | Americký dolar                         | USD      | Karibik         |
| Martinik (FR)                   | Euro                                   | EUR      | Karibik         |
| Montserrat (UK)                 | Východokaribský dolar                  | XCD      | Karibik         |
| Portoriko (USA)                 | Americký dolar                         | USD      | Karibik         |
| Saint Pierre a Miquelon (FR)    | Euro                                   | EUR      | Severní Amerika |
| Svatý Bartoloměj (FR)           | Euro                                   | EUR      | Karibik         |
| Svatý Martin (FR)               | Euro                                   | EUR      | Karibik         |
| Svatý Martin (NL)               | Karibský gulden                        | XCG      | Karibik         |
| Turks a Caicos (UK)             | Americký dolar                         | USD      | Karibik         |